# Stefanoffia
- Commons
- Wikispecies

Stefanoffia é um género botânico pertencente à família Apiaceae.